# Мортенссон, Фритьоф
Фритьоф Мартенс Мортенссон (швед. Frithiof Martens Mårtensson; 19 мая 1884, Эслёв — 20 июня 1956, Стокгольм) — шведский греко-римский борец, чемпион летних Олимпийских игр 1908.
На Играх 1908 в Лондоне Мортенссон соревновался в весовой категории до 73,0 кг. Он выиграл все свои пять встреч и стал чемпионом, получив золотую медаль.